# Alsószinevér
Alsószinevér (ukránul: Синевир) település Ukrajnában, Kárpátalján, az Ökörmezői járásban.

## Fekvése
Ökörmezőtől keletre, a Talabor mellett, Felsőszinevér és Felsőkalocsa közt fekvő település.

## Története
Alsószinevér nevét 1604-ben említette először oklevél Zynever néven.
1605-ben Szinever, 1720-ban Szinaver néven írták
A falu a Talabor verhovinai felsőfolyása mellett a 16. század második felében települt.
1600-ban a Kornis örökösök és a Kricsfalusiak osztoztak meg rajta.
1910-ben 2857 lakosából 71 magyar, 412 német, 2373 román volt. Ebből 34 római katolikus, 2402 görögkatolikus, 410 izraelita volt.
A trianoni békeszerződés előtt Máramaros vármegye Ökörmezői járásához tartozott.

## Itt születtek
- Nagy Csaba (Alsószinevér, Kárpátalja, 1906. március 1.) mérnök, gazdasági-műszaki író.

## Galéria

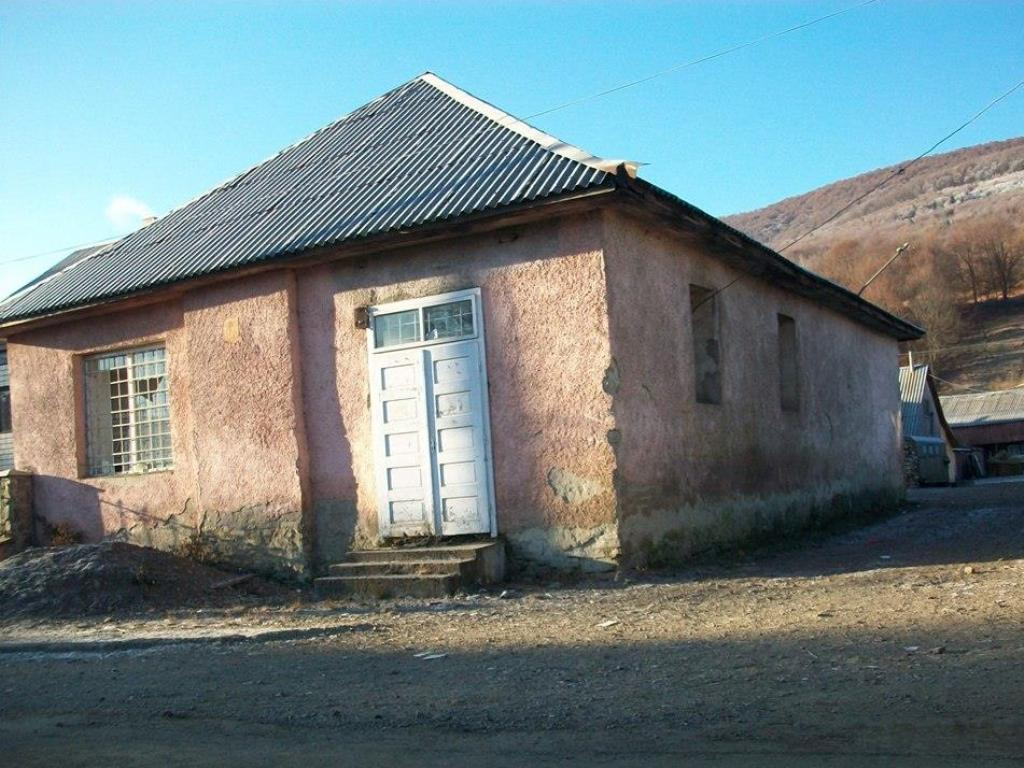
Zsinagóga
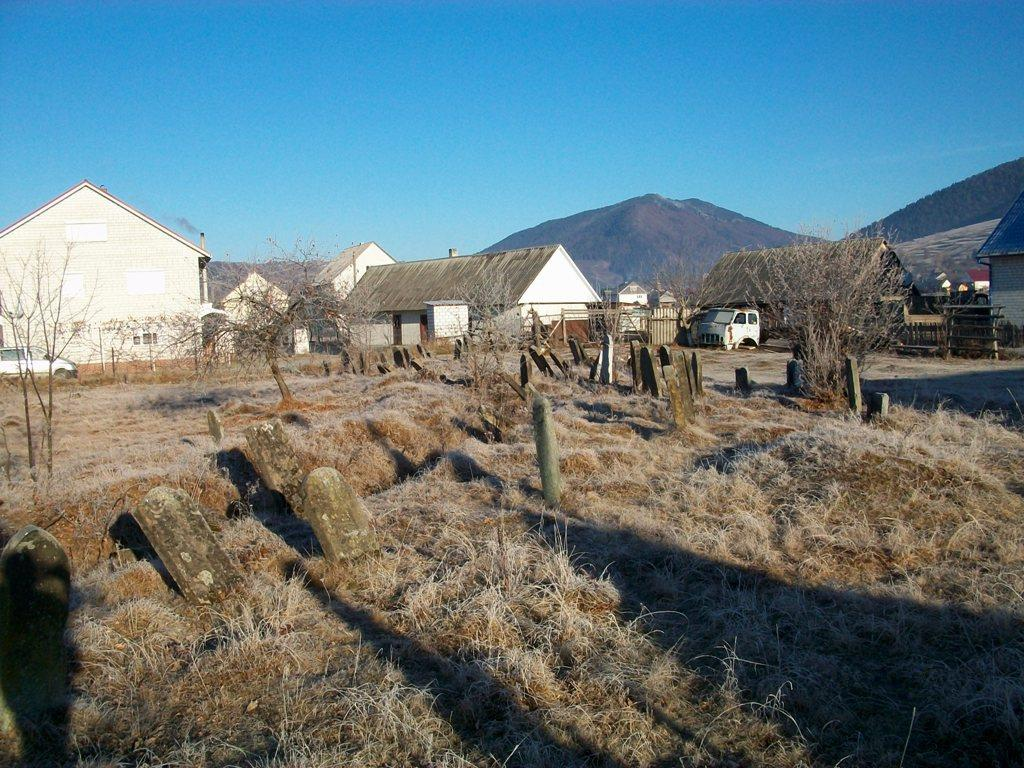
Zsidó temető